# Prêmio FIFA Ferenc Puskás de 2015
O Prémio FIFA Ferenc Puskás de 2015, mais comumente Prêmio Puskás da FIFA de 2015 foi uma premiação para ser escolhido o gol mais bonito do ano, que foi realizada em 11 de janeiro de 2016, no Kongresshaus, em Zurique. Quem falou o nome do vencedor e entregou o troféu foi o ex-jogador japonês Hidetoshi Nakata.

## Finalistas
| Nome                | Nacionalidade | Time/Seleção | Site  | %    |
| ------------------- | ------------- | ------------ | ----- | ---- |
| Alessandro Florenzi | Italiano      | Roma         | Vídeo | 7,1  |
| Lionel Messi        | Argentino     | Barcelona    | Vídeo | 33,3 |
| Wendell Lira        | Brasileiro    | Goianésia    | Vídeo | 46,7 |

## Candidatos
| Jogador(a)          | Time/Seleção   | Nacionalidade   | Competição                                | Site  |
| ------------------- | -------------- | --------------- | ----------------------------------------- | ----- |
| Carli Lloyd         | Estados Unidos | norte-americano | Copa do Mundo de Futebol Feminino de 2015 | Vídeo |
| Gonzalo Castro      | Real Sociedad  | uruguaio        | La Liga de 2014–15                        | Vídeo |
| David Ball          | Fleetwood Town | britânico       | Football League One de 2014-2015          | Vídeo |
| Philippe Mexès      | Milan          | francês         | 2014-15                                   | Vídeo |
| Carlos Tevez        | Juventus       | argentino       | 2014-15                                   | Vídeo |
| Marcel Ndjeng       | Paderborn 07   | alemão          | Amistoso                                  | Vídeo |
| Esteban Ramírez     | Herediano      | costarriquenho  | Campeonato de Verano 2015                 | Vídeo |
| Wendell Lira        | Goianésia      | brasileiro      | Campeonato Goiano de Futebol de 2015      | Vídeo |
| Lionel Messi        | Barcelona      | argentino       | La Liga de 2014–15                        | Vídeo |
| Alessandro Florenzi | Roma           | italiano        | Liga dos Campeões da UEFA de 2015-16      | Vídeo |